# Zayd ou Hmad
Zayd ou Hmad (Tinghir, ... – Tadafalt, 1936) è stato un condottiero e politico berbero appartenente alle tribù Ait Atta, nel monte Jbel Saghro simbolo della resistenza berbera al colonialismo francese.
È nato in una famiglia molto religiosa di condizione modesta. Ha giocato un ruolo importante nella resistenza dei berberi nel sud del Marocco.